# 工展會

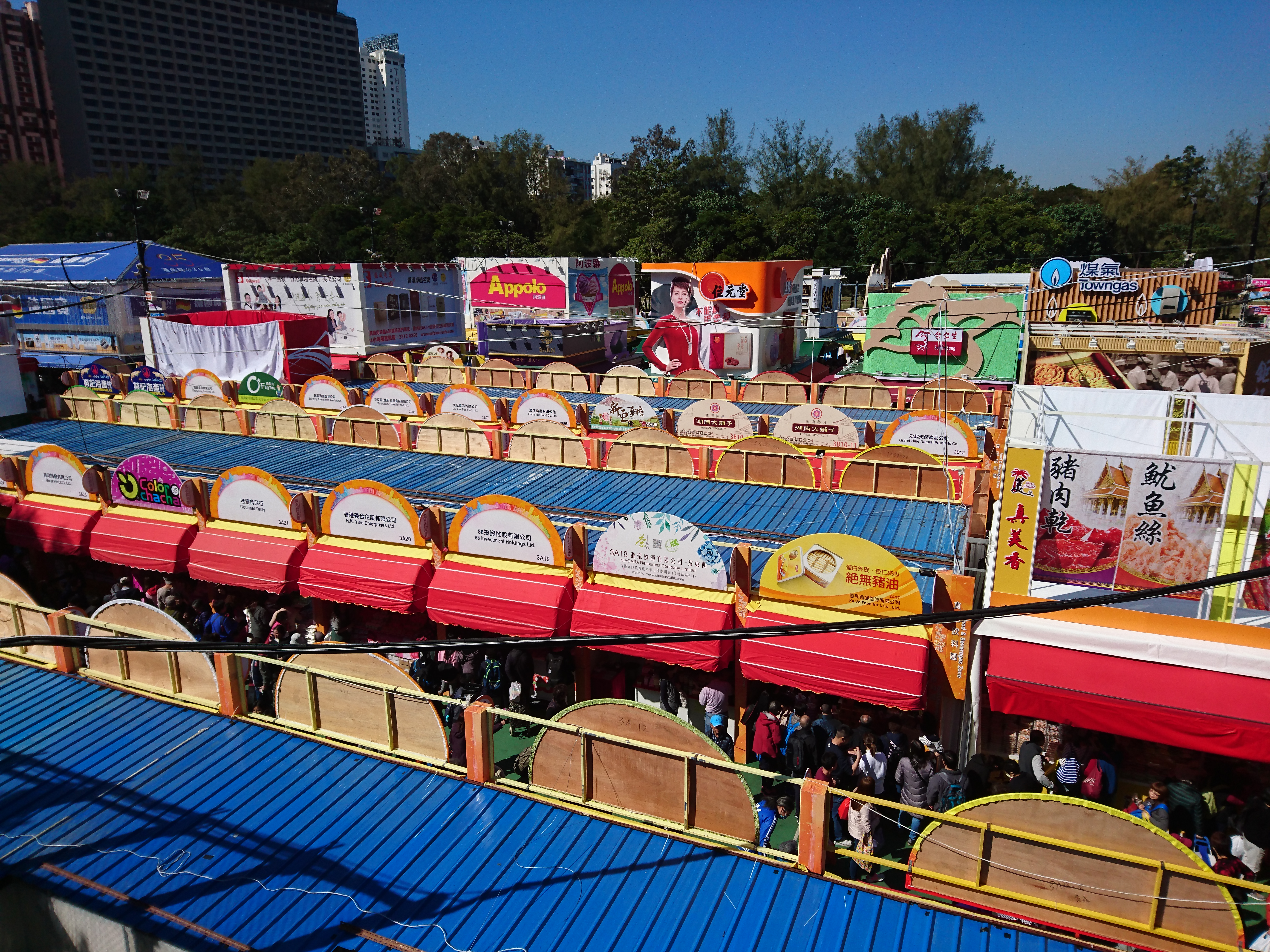
第52屆工展會會場鳥瞰

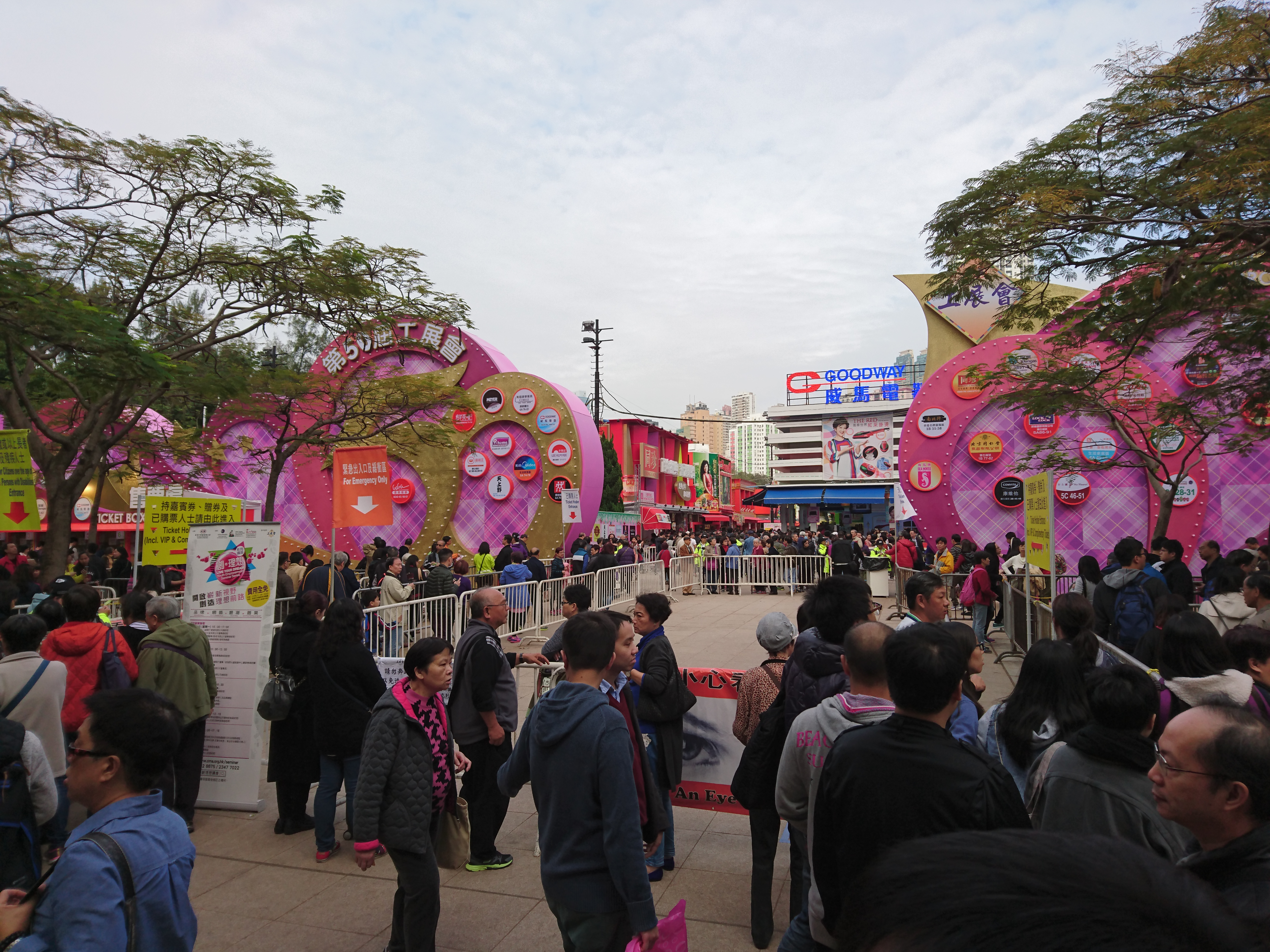
第50屆工展會告士打道入口

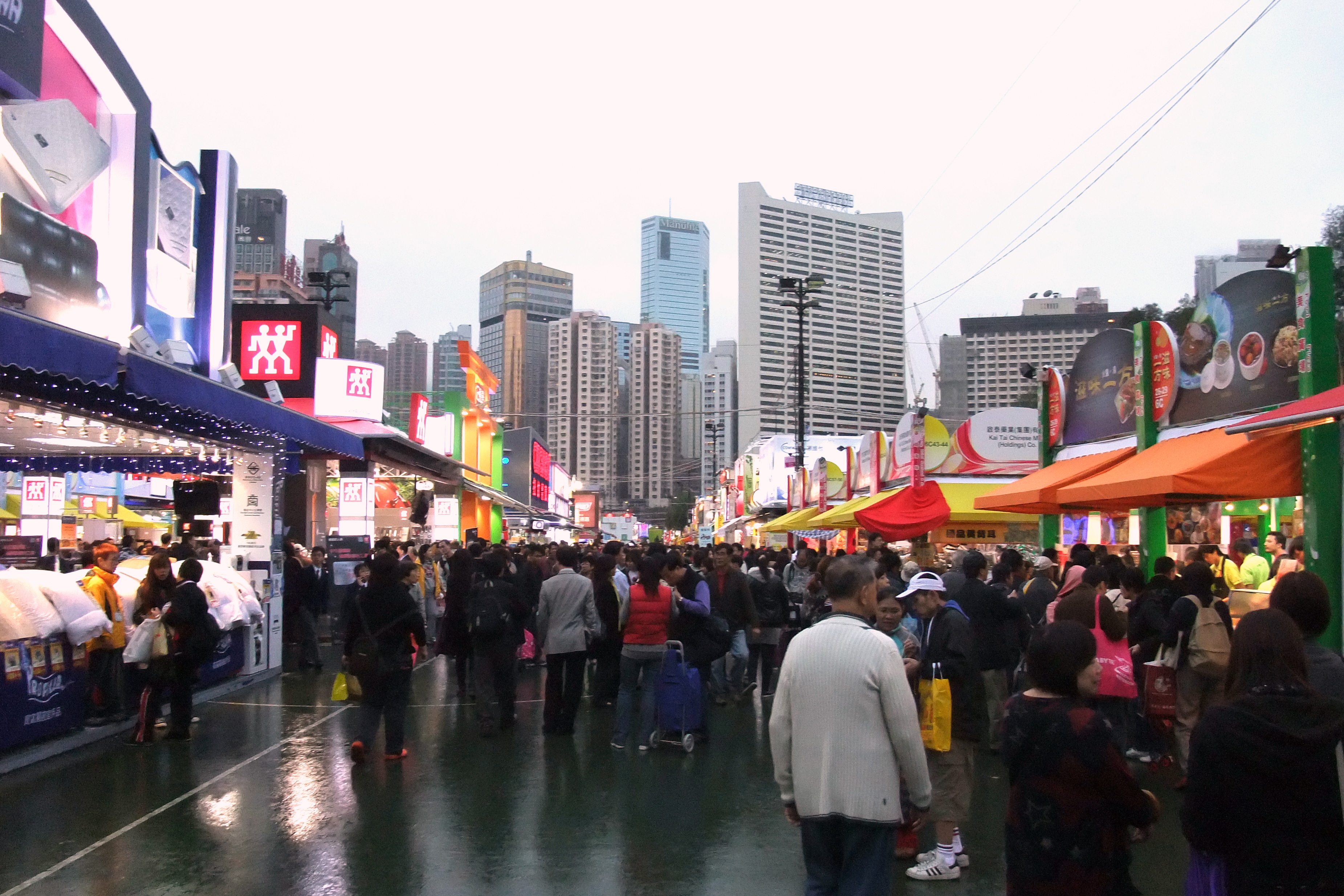
第45屆工展會場內

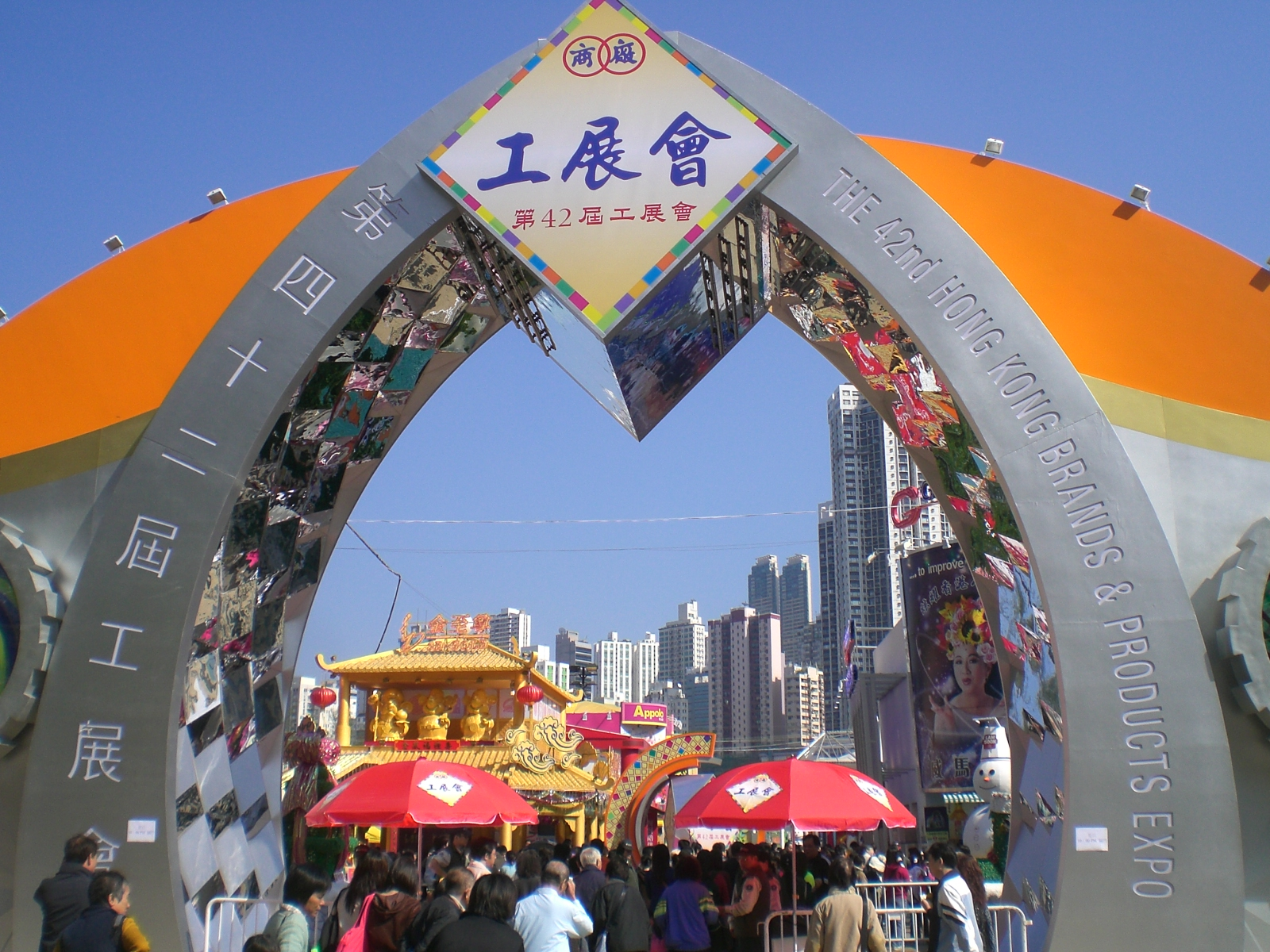
第42屆工展會告士打道入口

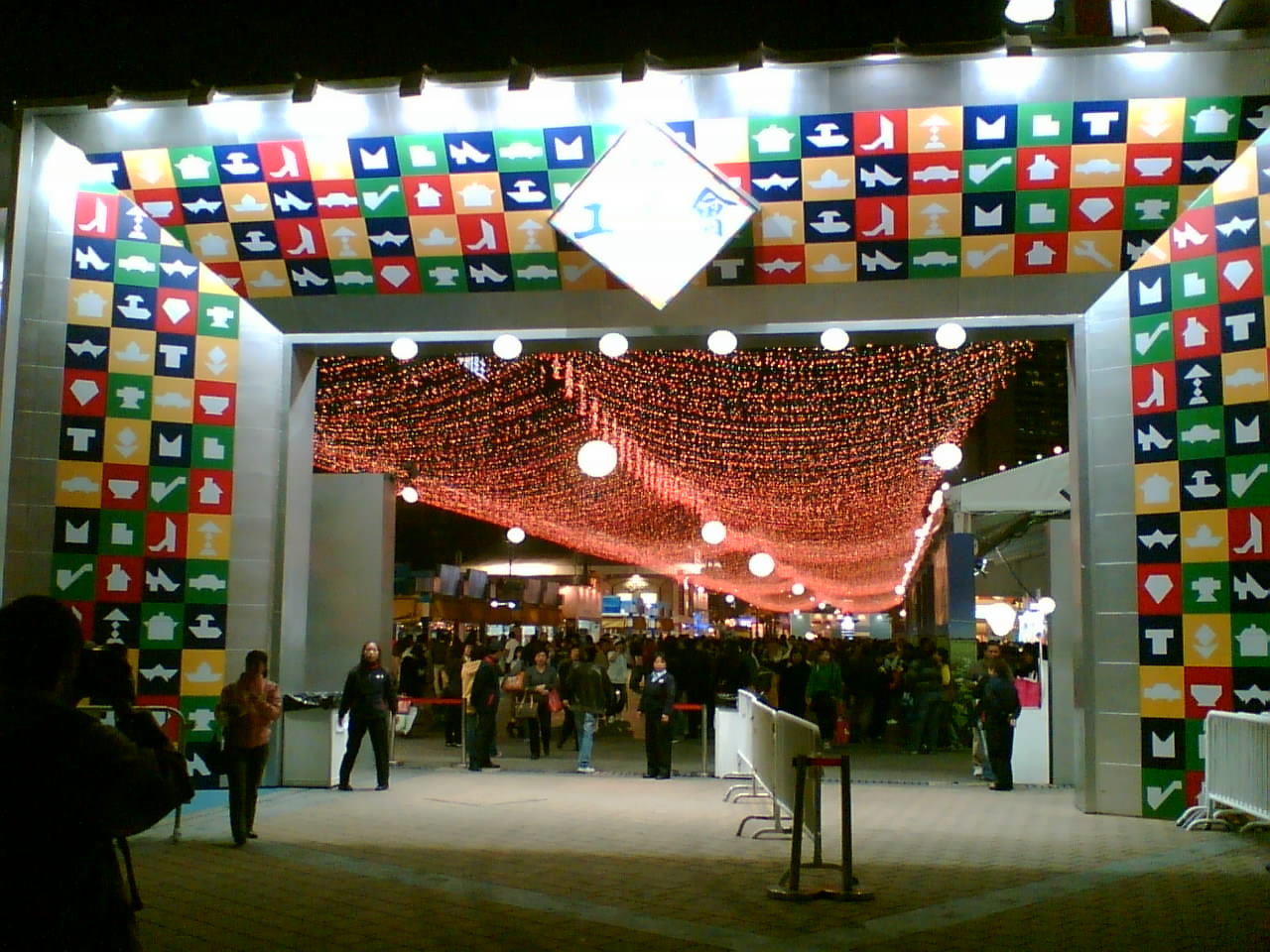
第41屆工展會興發街入口

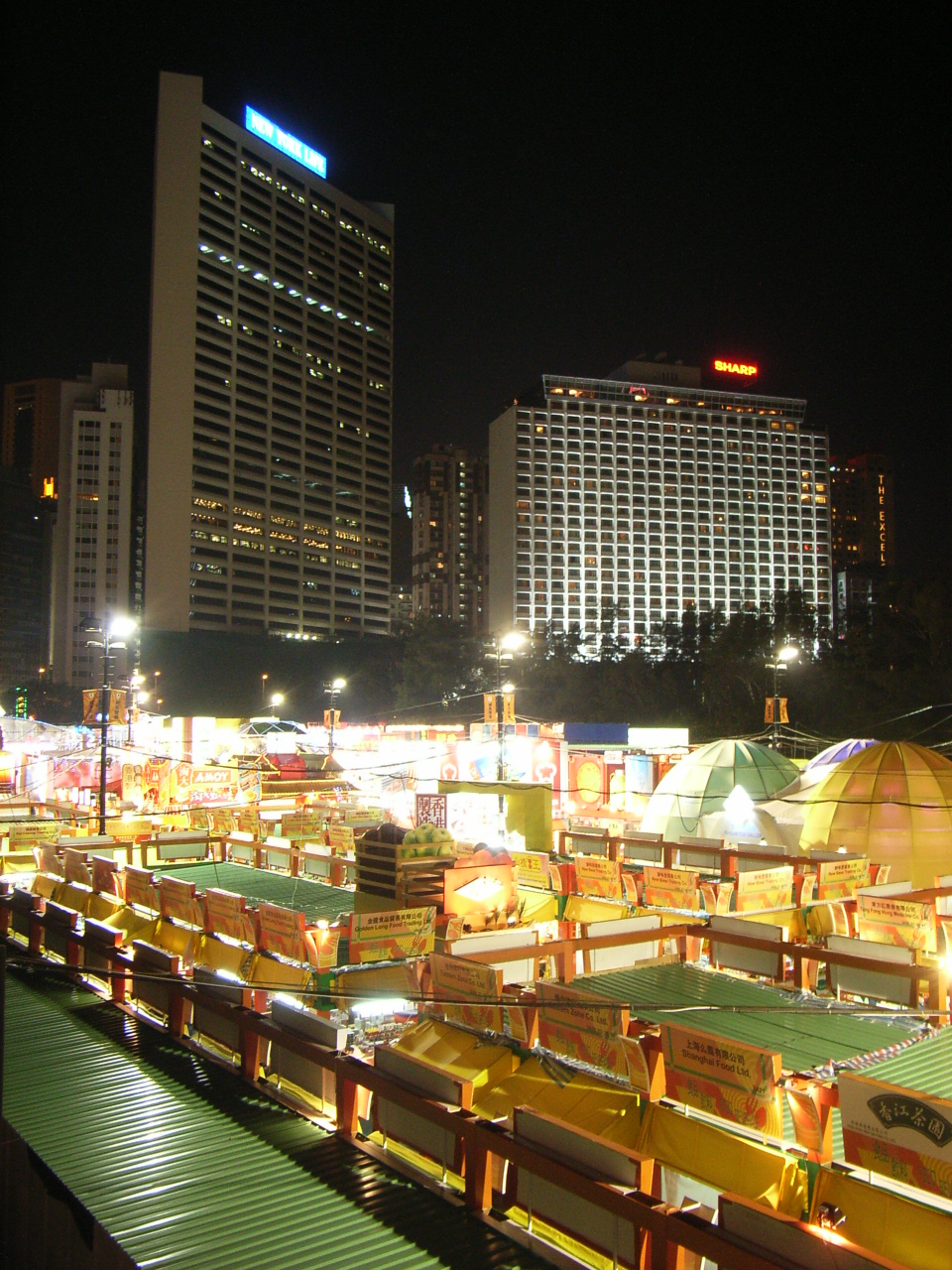
西望第41屆工展會夜市

工展會（英語：Hong Kong Brands and Products Expo，全稱香港國際工業出品展銷會）是香港銅鑼灣一個工業產品的大型展覽會。

## 概況
工展會由香港中華廠商聯合會（以下簡稱中華廠商會）於1938年創辦，目標是宣揚香港製造的工業產品，推動工商業發展及拓展對外貿易。
工展會通常在填海區大片土地，以大型戶外展銷會形式舉行。主要展覽及銷售香港工業產品，近年亦有海外及國內產品。工展會每屆皆會舉辦工展小姐選舉，至今近60年歷史，為香港選美的始祖。

## 歷史
工展會起源在1930年代初，中華民國徵收關稅時，當時港商外銷遭遇重大挫折，所以決定開拓南洋市場，於1935年在新加坡舉行「第一屆中國國貨展覽會」，由於香港製造在南洋備受歡迎，南洋迅速成為香港主要出口市場之一。當港貨成功開拓海外市場後，立即進一步發展內銷市場，故於1938年廠商會與香港基督教女青年會合辦首屆工展會，為期5天的工展會假中環鐵崗聖保羅書院舉行，40家參展商共設86個攤位，展出逾兩百種產品。
另一個舉辦國貨展覽會的原因，乃當時正值日本侵略中國，日本貨在中國大肆傾銷，香港華資廠商為喚起香港居民使用國貨的熱誠，以抗衡日本貨。因此當時的「國貨展覽會」雖然沒有標明對抗日本，但存在「抗日」的意義。
由於舉辦國貨展覽會取得成功，中華廠商會萌生了每年舉辦國貨展覽會的念頭。中華廠商會便與香港基督教女青年會合作，於1938年2月4日至8日，在中環鐵崗聖保羅書院舉辦第一屆國貨展覽會（簡稱國展會），40餘家廠家參與。廠商會在第二屆開始獨力主辦國貨展覽會，於1939年農曆新年期間在九龍華南中學舉行，當時參展廠商達70多間。第三屆於1940年在摩理臣山的一塊空地（伊利沙伯體育館現址）舉行，參展廠商超過100間，當時香港總督羅富國也到場參觀。第四屆起改於聖誕節期間舉行，仍然是1940年，成為了唯一舉辦兩次國貨展覽會的年份，於九龍尖沙咀半島酒店旁的空地（喜來登酒店現址）舉行。
1941年12月初，第五屆國貨展覽會本來近乎準備就緒，但日本軍於12月8日入侵香港，至25日香港淪陷，當年的展覽會流產，並且在香港日佔時期停辦。1945年8月香港重光，展覽會至1948年在喜來登酒店現址復辦。當時因為第二次世界大戰及第二次國共內戰等因素，香港原有轉口港地位今非昔比，為了提升香港製造業和香港港口轉口貿易，展會更名為華資工業出品展覽會，人們亦從該屆開始稱之為工展會。1953年因石硤尾大火，在工展會舉行義賣籌款賑災。1957年，工展會首次使用櫥窗擺放產品，同時為鼓勵香港人支持本土工業的發展，提倡「香港人用香港貨」，並以此為大會口號。1961年，改稱香港工業出品展覽會。
1967年第25屆，取名銀禧工展會，於12月5日在紅磡填海區（今紅磡車站）開幕，雖然在六七暴動時期舉辦，但場地比以往大，攤位更多，香港政府也首次設置攤位參展。大會呼籲「香港人要用香港貨」及全港400萬市民一起支持香港工業。因為這屆工展會在六七暴動期間舉行，而當年在香港各區發動連串襲擊的鬥委會揚言會搗亂工展會及發動襲擊。由於在稍早前舉行的香港週於11月5日有一位高級督察在檢視一個被放置於怡和街電車路的可疑旅行袋時遭炸死，為防銀禧工展會混亂，警方在會場外加強巡邏，廠商會亦增強保安措施，僱用的保安人員比第24屆超出多倍，警方也在會場派駐便衣人員。九巴為銀禧工展會加開4條特別路線方便市民往返會場。1968及1969年度的工展會繼續在紅磡新填海地舉行。
1970年，因為紅磡新填海地需要配合香港海底隧道工程，及作為興建紅磡站和香港體育館的用地，所以1970至1973年的工展會改在灣仔告士打道以北的灣仔北新填海地舉行。1970年代香港經濟快速增長，政府落實建造香港地鐵，灣仔北的新填海地被規劃為延伸商業區，用於建造政府大樓及作為地產項目興建商業大廈，而其他新填海區也相繼被開發為工商業及住宅區，當局認為市區缺乏適合舉辦大型戶外展覽活動的場地，宣傳香港產品的途徑亦增多，由於沒有獲批合適的場地，故此1974年起停辦工展會。
1994年，廠商會慶祝創會60周年，成功申請在香港會議展覽中心再次舉辦工展會，定名為香港國際工業出口展銷會，但因為還有很多展覽會申請在會展中心舉行，租用場地的檔期難以配合，所以之後數年再度停辦。1998年，為慶祝工展會創辦60週年紀念，工展會於年底開始，連續25天於中環添馬艦的新填海地跨年舉行。
2003年，因為添馬艦填海地被用作興建新政府總部及立法會大樓，工展會移師至維多利亞公園舉行。2006年舉辦的第41屆工展會，展期達24天，並跨年進行，日期為2006年12月9日至2007年1月1日，合共680個室內及室外露天攤位，重點節目包括香港名牌選舉、工展小姐選舉、攤位設計比賽、攝影比賽、兒童繪畫比賽、標語創作比賽、除夕大巡遊、工展食力王爭霸戰、親親吉祥物大行動、FUN紛奪寶大行動、漆彈射擊場以及一些有獎攤位遊戲。
2019年因應反修例運動，工展會入場費由12元減至8元，展期和營業時間亦縮減。同時為加強保安，入場者需接受安檢，場內增設閉路電視，增聘外籍保安員和以塑膠圍欄代替鐵馬。而在場人士在會場叫口號會被遠距離監視，若發生圍堵或毀棄損壞罪將報警處理。參加工展會多年的威馬電器表示不會參展，有展商批評要簽免責聲明同意書，對工展會萬一取消後，將無法追討賠償的條件是「大石砸死蟹」。
2020年因应2019冠状病毒病疫情，香港中華廠商聯合會宣布取消第55屆工展會。而「線上工展會」則會於12月21日上線。
2021年香港疫情缓和，工展會復辦，入場人士需使用「安心出行」，惟長者及小童可獲豁免，但仍需要登記資料，且在場內不准飲食。已接種疫苗的市民，可在下午6時後免費入場。

## 歷屆工展會
| 屆次       | 年份            | 日期               | 日數 | 地點                                    | 展攤數目 | 進場人次  | 備註 |
| ---------- | --------------- | ------------------ | ---- | --------------------------------------- | -------- | --------- | --- |
| 1          | 1938年          | 2月4日－7日        | 4    | 鐵崗聖保羅書院                          | 40       | 35,000    | 廠商會與女青年會合辦，名為「國貨展覽會」                                                                                 |
| 2          | 1939年          | 2月19日－22日      | 4    | 九龍華南中學                            | 75       | 50,000    | 是屆起由廠商會主辦 |
| 3          | 1940年          | 2月5日－12日       | 8    | 跑馬地                                  | 110      | 80,000    | |
| 4          | 1940年／ 1941年 | 12月22日－ 1月2日  | 12   | 尖沙咀                                  | 150      | 124,000   | |
| 5          | 1941年          | --                 | --   | --                                      | --       | --        | 原定12月20日揭幕，因香港淪陷而流會                                                                                       |
| 6          | 1948年／ 1949年 | 12月16日－ 1月2日  | 18   | 尖沙咀 （今喜來登酒店及 H Zentre 位置） | 178      | 450,000   | 停辦7年後復辦 |
| 7          | 1949年／ 1950年 | 12月15日－ 1月2日  | 19   | 尖沙咀 （今喜來登酒店及 H Zentre 位置） | 427      | 750,000   | |
| 8          | 1950年／ 1951年 | 12月14日－ 1月4日  | 22   | 尖沙咀 （今喜來登酒店及 H Zentre 位置） | 260      | 620,000   | |
| 9          | 1951年／ 1952年 | 12月14日－ 1月3日  | 21   | 尖沙咀 （今喜來登酒店及 H Zentre 位置） | 363      | 610,000   | 是屆更名為「香港華資工業出品展覽會」                                                                                     |
| 10         | 1952年／ 1953年 | 12月15日－ 1月4日  | 21   | 尖沙咀 （今喜來登酒店及 H Zentre 位置） | 422      | 690,000   | |
| 11         | 1953年／ 1954年 | 12月14日－ 1月12日 | 30   | 尖沙咀 （今喜來登酒店及 H Zentre 位置） | 522      | 982,000   | |
| 12         | 1954年／ 1955年 | 12月16日－ 1月12日 | 28   | 中區新填地                              | 653      | 983,000   | |
| 13         | 1955年／ 1956年 | 12月2日－ 1月3日   | 33   | 中區新填地                              | 719      | 1,010,000 | |
| 14         | 1956年／ 1957年 | 11月29日－ 1月3日  | 36   | 中區新填地                              | 687      | 980,000   | |
| 15         | 1957年／ 1958年 | 12月4日－ 1月2日   | 30   | 尖沙咀                                  | 437      | 1,000,000 | 提倡「香港人用香港貨」                                                                                                   |
| 16         | 1958年／ 1959年 | 12月4日－ 1月3日   | 31   | 尖沙咀                                  | 605      | 1,030,000 | |
| 17         | 1959年／ 1960年 | 12月4日－ 1月5日   | 33   | 尖沙咀                                  | 646      | 1,200,000 | |
| 18         | 1960年／ 1961年 | 12月6日－ 1月8日   | 34   | 舊海軍船塢廣場                          | 711      | 1,300,000 | 增設「工業製品裝潢比賽」                                                                                                 |
| 19         | 1961年／ 1962年 | 12月5日－ 1月8日   | 35   | 舊海軍船塢廣場                          | 683      | 1,100,000 | 是屆起更名為「香港工業出品展覽會」；因發生火警展期至1月21日才閉幕                                                        |
| 20         | 1962年／ 1963年 | 11月25日－ 1月4日  | 41   | 舊海軍船塢廣場                          | 736      | 1,150,000 | |
| 21         | 1963年／ 1964年 | 12月3日－ 1月12日  | 41   | 紅磡新填地                              | 951      | 1,316,826 | |
| 22         | 1964年／ 1965年 | 12月7日－ 1月8日   | 33   | 紅磡新填地                              | 923      | 1,608,238 | |
| 23         | 1965年／ 1966年 | 12月7日－ 1月10日  | 35   | 紅磡新填地                              | 1,476    | 1,460,056 | |
| 24         | 1966年／ 1967年 | 12月6日－ 1月10日  | 36   | 紅磡新填地                              | 1,499    | 1,610,916 | |
| 25         | 1967年／ 1968年 | 12月5日－ 1月9日   | 36   | 紅磡新填地                              | 1,630    | 1,609,637 | 是屆為銀禧紀念；香港政府首次參加並設立「香港政府展覽館」                                                                 |
| 26         | 1968年／ 1969年 | 12月3日－ 1月6日   | 35   | 紅磡新填地                              | 1,965    | 1,882,607 | |
| 27         | 1969年／ 1970年 | 11月28日－ 1月5日  | 39   | 紅磡新填地                              | 1,928    | 1,831,928 | |
| 28         | 1970年／ 1971年 | 12月9日－ 1月12日  | 35   | 灣仔新填地                              | 1,872    | 1,757,711 | 首次舉辦「新產品比賽」及與香港包裝委員會合辦「包裝星獎比賽」                                                             |
| 29         | 1971年／ 1972年 | 12月9日－ 1月16日  | 39   | 灣仔新填地                              | 1,820    | 1,565,116 | |
| 30         | 1972年／ 1973年 | 12月6日－ 1月8日   | 34   | 灣仔新填地                              | 1,456    | 1,576,311 | 首次舉辦「攤位清潔比賽」                                                                                                 |
| 31         | 1973年／ 1974年 | 12月11日－ 1月9日  | 30   | 灣仔新填地                              | 1,166    | 980,721   | 因政府不允撥地，來屆開始停辦                                                                                             |
| 32         | 1994年          | 11月3日－6日       | 4    | 香港會議展覽中心                        | 400      | 206,000   | 為慶祝廠商會成立60週年而舉辦，定名為「香港國際工業出品展銷會」                                                           |
| 33         | 1998年／ 1999年 | 12月18日－ 1月11日 | 25   | 中環添馬艦                              | 531      | 750,000   | 香港回歸後首次舉辦工展會，兼逢工展會創辦60週年紀念                                                                       |
| 34         | 1999年／ 2000年 | 12月11日－ 1月2日  | 23   | 中環添馬艦                              | 700      | 850,000   | 首次舉辦「香港十大名牌選舉」；舉辦「吉祥物設計比賽」，冠軍作品為兩隻中國龍，分別命名為「繁榮」（雄性）及「安定」（雌性） |
| 35         | 2000年／ 2001年 | 12月16日－ 1月8日  | 24   | 中環添馬艦                              | 680      | 1,200,000 | 成立「網上工展會 （页面存档备份，存于）」                                                                                |
| 36         | 2001年／ 2002年 | 12月15日－ 1月7日  | 24   | 中環添馬艦                              | 520      | 1,300,000 | 首設「名牌廣場」展示本地名牌產品                                                                                         |
| 37         | 2002年／ 2003年 | 12月14日－ 1月6日  | 24   | 中環添馬艦                              | 550      | 1,370,000 | 除夕夜贊助「維港煙花匯演」                                                                                               |
| 38         | 2003年／ 2004年 | 12月13日－ 1月1日  | 20   | 維多利亞公園                            | 600      | 1,850,000 | |
| 39         | 2004年／ 2005年 | 12月11日－ 1月3日  | 24   | 維多利亞公園                            | 650      | 2,000,000 | 以「名牌匯香江」為主題                                                                                                   |
| 40         | 2005年／ 2006年 | 12月24日－ 1月8日  | 16   | 維多利亞公園                            | 650      | 1,440,000 | 以「輝煌四十·名牌閃耀」為主題                                                                                            |
| 41         | 2006年／ 2007年 | 12月9日－ 1月1日   | 24   | 維多利亞公園                            | 700      | 1,720,000 | 以「科技新一代·工展創未來」為主題                                                                                        |
| 42         | 2007年／ 2008年 | 12月8日－ 1月1日   | 25   | 維多利亞公園                            | 720      | 1,930,000 | 以「香港品牌薈萃」為主題                                                                                                 |
| 43         | 2008年／ 2009年 | 12月13日－ 1月4日  | 23   | 維多利亞公園                            | 750      | 2,160,000 | 以「建基過去，奮發現在，展望將來」為主題，兼慶祝工展會創辦70週年紀念                                                     |
| 44         | 2009年／ 2010年 | 12月12日－ 1月4日  | 24   | 維多利亞公園                            | 780      | 2,290,000 | 以「香港品牌 締造優質生活」為主題                                                                                        |
| 45         | 2010年／ 2011年 | 12月11日－ 1月3日  | 24   | 維多利亞公園                            | 800      | 2,400,000 | 以「香港工業創意」為主題                                                                                                 |
| 46         | 2011年／ 2012年 | 12月10日－ 1月2日  | 24   | 維多利亞公園                            | 880      | 2,520,000 | 以「品牌匯聚 共創優質生活」為主題                                                                                        |
| 47         | 2012年／ 2013年 | 12月14日－ 1月7日  | 24   | 維多利亞公園                            | 880      | N/A       | 以「品牌薈萃 譽滿中外」為主題                                                                                            |
| 48         | 2013年／ 2014年 | 12月13日－ 1月6日  | 24   | 維多利亞公園                            | 880      | N/A       | 以「香江品牌耀工展」為主題                                                                                               |
| 49         | 2014年／ 2015年 | 12月13日－ 1月5日  | 24   | 維多利亞公園                            |          |           | |
| 50         | 2015年／ 2016年 | 12月12日－ 1月4日  | 24   | 維多利亞公園                            |          |           | |
| 51         | 2016年/ 2017年  | 12月10日- 1月2日   | 24   | 維多利亞公園                            |          |           | |
| 52         | 2017年/ 2018年  | 12月16日- 1月8日   | 24   | 維多利亞公園                            |          |           | |
| 53         | 2018年/ 2019年  | 12月15日- 1月7日   | 24   | 維多利亞公園                            |          |           | |
| 54         | 2019年          | 12月10日- 12月31日 | 22   | 維多利亞公園                            |          |           | |
| 55（原定） | 2020年          | --                 | --   | （互聯網線上）                          |          |           | 因应2019冠状病毒病疫情而取消；另設「線上工展會」，於12月21日上線                                                         |
| --         | 2021年          | 8月6日- 8月8日     | 3    | 亞洲國際博覽館                          |          |           | |
| 55         | 2021年/ 2022年  | 12月11日- 1月3日   | 24   | 維多利亞公園                            |          |           | |
| 56         | 2022年/ 2023年  | 12月9日- 1月1日    | 24   | 維多利亞公園                            |          |           | 雖仍受2019冠状病毒病疫情影響，惟本年因疫情缓和，再次恢复举办                                                             |
| 57         | 2023年/ 2024年  | 12月16日- 1月8日   | 24   | 維多利亞公園                            | 900      | 1,300,000 | |
| 58         | 2024年/ 2025年  | 12月14日- 1月6日   | 24   | 維多利亞公園                            | >900     | 1,300,000 | 以「廠商會輝煌90載 璀璨耀工展」為主題                                                                                    |

資料來源：網上工業博物館